# سيغموند بروير
سيغموند بروير هو كاتب وكاتب للأطفال كندي، ولد في 1959 في رد دير في كندا.